# 坎夫雷
坎夫雷，是西班牙加利西亚自治区拉科鲁尼亚省的一个市镇。总面积41km², 总人口19262人（2001年），人口密度470人/km²。